# Чжу Гуанху
Чжу Гуанху (кит. трад. 朱廣滬, упр. 朱广沪, пиньинь Zhū Guǎnghù; 25 сентября 1949, Шанхай) — китайский футболист, полузащитник, тренер сборной Китая по футболу. В период футбольной карьеры запомнился по выступлениям за «ФК Шанхай». В этом же клубе начинал тренерскую карьеру с резервной командой «Шанхая». Первый раз стал главным тренером в клубе «Шэньчжэнь Цзяньлибяо», с которой в 2004 году выиграл Суперлигу. После удачных выступлений его клуба был приглашен на тренерский пост в сборную, в которой был главным тренером до 22 августа 2007 года. Затем тренировал клубы «Ухань Оптикс Вэлли» и «Шэньси Чаньба».

## Карьера

### Карьера игрока
После выступлений за «ФК Баи» Чжу Гуанху перешёл в «ФК Шанхай», откуда привлекался для участия в матчах национальной сборной В, однако никогда не считался игроком топ-уровня. Снялся в трёх китайских фильмах в начале 80-х годов.

### Карьера тренера
После завершения карьеры остался в футбольном клубе «Шанхай», где тренировал молодёжную команду. В тренерском штабе «Шанхая» провёл четыре года. Известность получил после прихода на пост тренера молодёжной сборной «Шэньчжэнь Цзяньлибяо», особенно когда получил возможность с командой готовиться в Бразилии, откуда вернулся в 1998 году. Также в команде появились молодые «звёзды» китайской сборной — Ли Цзиньюй и Ли Те. Позднее Чжу получил возможность стать помощником главного тренера национальной сборной КНР, а тренером был английский специалист Боб Хафтон. Сборная не смогла попасть на Олимпиаду, Хафтон был уволен, а вакантный пост занял известный сербский тренер Бора Милутинович. Чжу также покинул расположение сборной и принял команду «Шэньчжэнь Цзяньлибяо».
9 марта 2005 года Китайская футбольная ассоциация назвала Чжу Гуанху главным тренером сборной, ранее этот пост занимал голландский специалист Ари Хан, который не смог с китайской сборной выйти в финальную часть Чемпионата мира по футболу 2006. Поводом для приглашения в сборную стал успех в национальной Суперлиге, где Чжу выиграл с «Шэньчжэнь Цзяньлибяо» чемпионский титул. Несомненными плюсами отечественного специалиста считались более низкие расходы (по сравнению с иностранным тренером) на оплату труда специалиста и отсутствие языкового барьера. Президент ФИФА Зепп Блаттер также отозвался о новом тренере положительно. Поставленная стратегическая задача на ближайший период времени выглядела следующим образом: отбор талантливых игроков и создание новой национальной сборной. Тактической задачей стал выход сборной на Чемпионат мира по футболу 2010 в ЮАР.
В 2005 году под руководством Чжу сборная завоевала титул чемпиона Восточной Азии, обыграв КНДР и дважды сыграв вничью с Японией и Южной Кореей. Сам титул мало что значил, однако придал команде уверенность в своих силах. Кроме того, это был первый титул сборной КНР в рамках розыгрыша чемпионатов на уровне сборных команд.
Сборную Чжу Гуанху критиковали за сверхоборонительный стиль игры, фанаты призывали к отставке тренера после того, как сборная КНР потеряла несколько позиций в рейтинге сборных команд ФИФА, а также за несколько провальных выступлений. 18 марта 2007 года после окончания одного из матчей Суперлиги, на котором присутствовал Чжу, его машину атаковали фанаты. Сам тренер не пострадал, а болельщики накинулись на судью матча, который находился в это время рядом.
В 2007 году на Кубке Азии по футболу Китайскую сборную в последнем матче группового турнира устраивала ничья со сборной Узбекистана, однако команда пропустила три мяча со стандартов и оказалась по итогам группового турнира на третьем месте. Китайская сборная впервые за 27 лет не вышла из группы, тренера начали активно критиковать, а сам он вскоре подал в отставку.
5 августа было объявлено, что трехмесячные переговоры Чжу с командой «Шэньчжэнь» окончены, а сам он вскоре приступит к обязанностям главного тренера своей самой удачной команды, однако 31 августа 2009 года тренер подписал трехлетний контракт с «Шэньси Чаньба», где он пришёл на смену отправленном в отставку Чэн Яодуну.
В 2015 году снялся в роли судьи в фильме «Волшебная карта».

## Коррупционный скандал
В апреле 2012 года в англоязычном сегменте газеты «Синьхуа» появилась информация о том, что один из бывших чиновников Китайской футбольной ассоциации Се Ялун признался в получении в 2006 году взятки в размере 50 тыс.юаней от Чжу Гуанху за место на тренерском мостике национальной сборной КНР.

## Достижения
- Клубные; «Шэньчжэнь Цзяньлибяо»

Чемпионат Китая по футболу: чемпион, 2004
- Индивидуальные

Тренер года в Китае
по версии Китайской футбольной ассоциации: 2002